# Geoffrey Demeyere
Pour les articles homonymes, voir Demeyere.
Geoffrey Demeyere, né le 31 octobre 1976 à Roulers, est un coureur cycliste belge, professionnel de 2000 à 2004.

## Palmarès
- 1997[1]
  - 2e du championnat de Flandre-Occidentale sur route espoirs
- 1998
  - Gand-Wevelgem espoirs
  - Flèche flamande
  - 2e du Triptyque des Monts et Châteaux
  - 2e de Paris-Roubaix espoirs
  - 3e du Grand Prix de Waregem
- 1999
  - 5e étape du Tour de la Dordogne
  - Tour de Namur :
    - Classement général
    - 2e étape

  - 2e de la Flèche flamande
  - 2e du championnat de Belgique des élites sans contrat
  - 2e de l'Omloop van de Grensstreek
  - 3e de Hasselt-Spa-Hasselt
  - 3e de l'Internatie Reningelst
  - 3e du Circuit du Port de Dunkerque
- 2001
  - Zwevezele Koers
  - 3e du Textielprijs Vichte
- 2002
  - 2e étape du Circuito Montañés
  - 2e de la Course des raisins
  - 3e de la Zwevezele Koers
- 2003
  - 3e de la Puivelde Koerse
- 2004
  - Coupe Sels
  - 2e de la Course des raisins
  - 3e du Grand Prix Beeckman-De Caluwé
- 2005
  - 3e étape des Deux Jours du Gaverstreek
  - 2e de Gand-Staden
  - 2e des Deux Jours du Gaverstreek
  - 3e du Grand Prix Etienne De Wilde
- 2006
  - Grand Prix Etienne De Wilde
  - 3e étape du Tour de Liège
  - 2e du Grand Prix de Geluwe
  - 2e du championnat de Belgique des élites sans contrat
- 2007
  - 3e du Tour de Namur
- 2008
  - 3e de l'Internatie Reningelst
- 2009
  - 3e de Zillebeke-Westouter-Zillebeke
- 2010
  - 3e du Mémorial Noël Soetaert